# Біскупиці (Сьредський повіт)
Біскупиці (пол. Biskupice) — село в Польщі, у гміні Доміново Сьредського повіту Великопольського воєводства.
Населення — 123 особи (2011).
У 1975-1998 роках село належало до Познанського воєводства.

## Демографія
Демографічна структура станом на 31 березня 2011 року:
|          | Загалом | Допрацездатний вік | Працездатний вік | Постпрацездатний вік |
| -------- | ------- | ------------------ | ---------------- | -------------------- |
| Чоловіки | 59      | 14                 | 40               | 5                    |
| Жінки    | 64      | 13                 | 39               | 12                   |
| Разом    | 123     | 27                 | 79               | 17                   |